# Campionati del mondo di triathlon del 2019
I campionati del mondo di triathlon del 2019 sono consistiti in una serie di otto competizioni individuali e in cinque gare di staffetta mista a squadre che hanno condotto alla Gran Finale di Losanna, (Svizzera) nel mese di  settembre del 2019.
La serie è stata organizzata sotto il patrocinio dell'Associazione che gestisce il trathlon a livello mondiale - la International Triathlon Union (ITU).
La serie di gare individuali dei Campionati del mondo ha toccato Abu Dhabi, Bermuda, Yokohama per poi raggiungere Leeds, Montréal, Amburgo, Edmonton e Losanna. Le gare a staffetta squadre si sono tenute ad Abu Dhabi, Amburgo, Edmonton, Nottingham e Tokyo.
La Gran Finale di Losanna ha ospitato anche i Campionati del Mondo Under 23, Junior, divisione Paratriathlon, decisi in un'unica gara.
Gli atleti élite, uomini e donne, sono stati incoronati sulla base del punteggio finale attribuito dalla serie di gare dei campionati del mondo.
Tra gli uomini ha vinto il francese Vincent Luis, mentre la serie femminile è andata per la seconda volta consecutiva alla statunitense Katie Zaferes.
La gara Under 23 è andata all'iberico Roberto Sanchez Mantecon e alla francese Emilie Morier.
Tra gli juniores, il portoghese Ricardo Batista e l'italiana Beatrice Mallozzi hanno conseguito l'alloro mondiale.

## Gli eventi della serie
Anche i trentunesimi campionati del mondo di triathlon prevedono la formula delle series. Gli otto eventi, comprensivi della Gran Finale, - così come le competizioni a staffetta - si sono tenuti in quattro diversi continenti, in particolare nelle località precedentemente utilizzate con successo nelle gare di coppa del mondo.

### Competizioni individuali
| Data            | Località                       | Tipo        |
| --------------- | ------------------------------ | ----------- |
| 8-9 marzo       | Abu Dhabi, Emirati Arabi Uniti | Sprint      |
| 27-28 aprile    | Bermuda, Bermuda               | Olimpico    |
| 18-19 maggio    | Yokohama, Giappone             | Olimpico    |
| 8-9 giugno      | Leeds, Regno Unito             | Olimpico    |
| 29 giugno       | Montreal, Canada               | Olimpico    |
| 6-7 luglio      | Amburgo, Germania              | Sprint      |
| 20-21 luglio    | Edmonton, Canada               | Sprint      |
| 12-16 settembre | Losanna, Svizzera              | Gran Finale |

### Competizioni a squadre miste
| Data      | Località                       | Tipo      |
| --------- | ------------------------------ | --------- |
| 9 marzo   | Abu Dhabi, Emirati Arabi Uniti | Staffetta |
| 15 giugno | Nottingham, Regno Unito        | Staffetta |
| 7 luglio  | Amburgo, Germania              | Staffetta |
| 21 luglio | Edmonton, Canada               | Staffetta |
| 18 agosto | Tokyo, Giappone                | Staffetta |

## Risultati

### Classifica generale Campionati del mondo 2019

#### Élite Uomini
| Pos. | Nome                 | Paese     | Punti |
| ---- | -------------------- | --------- | ----- |
|      | Vincent Luis         | Francia   | 5.095 |
|      | Mario Mola           | Spagna    | 4.939 |
|      | Javier Gómez         | Spagna    | 4.533 |
| 4    | Fernando Alarza      | Spagna    | 4.395 |
| 5    | Marten Van Riel      | Belgio    | 3.659 |
| 6    | Jacob Birtwhistle    | Australia | 3.433 |
| 7    | Henri Schoeman       | Sudafrica | 3.148 |
| 8    | Léo Bergere          | Francia   | 3.042 |
| 9    | Gustav Iden          | Norvegia  | 3.028 |
| 10   | Kristian Blummenfelt | Norvegia  | 2.892 |

#### Élite donne
| Pos. | Nome                 | Paese       | Punti |
| ---- | -------------------- | ----------- | ----- |
|      | Katie Zaferes        | Stati Uniti | 6.175 |
|      | Jessica Learmonth    | Regno Unito | 5.326 |
|      | Georgia Taylor-Brown | Regno Unito | 5.191 |
| 4    | Taylor Spivey        | Stati Uniti | 4.651 |
| 5    | Summer Rappaport     | Stati Uniti | 3.589 |
| 6    | Rachel Klamer        | Paesi Bassi | 3.586 |
| 7    | Non Stanford         | Regno Unito | 3.435 |
| 8    | Cassandre Beaugrand  | Francia     | 2.548 |
| 9    | Annamaria Mazzetti   | Italia      | 2.456 |
| 10   | Laura Lindemann      | Germania    | 2.427 |

### Risultati Gran Finale
La Gran Finale dei Campionati mondiali di triathlon del 2019 si è tenuta a Losanna, Svizzera nei giorni 16 settembre 2019.

#### Élite uomini
| Pos. | Nome                 | Paese    | Nuoto    | Bici     | Corsa    | Totale   |
| ---- | -------------------- | -------- | -------- | -------- | -------- | -------- |
|      | Kristian Blummenfelt | Norvegia | 00:18:12 | 01:00:46 | 00:30:46 | 01:50:47 |
|      | Mario Mola           | Spagna   | 00:18:23 | 01:00:36 | 00:31:01 | 01:51:03 |
|      | Fernando Alarza      | Spagna   | 00:18:30 | 01:00:31 | 00:31:17 | 01:51:18 |

Classifica completa

#### Élite donne
| Pos. | Nome                 | Paese       | Nuoto    | Bici     | Corsa    | Totale   |
| ---- | -------------------- | ----------- | -------- | -------- | -------- | -------- |
|      | Katie Zaferes        | Stati Uniti | 00:19:15 | 01:06:39 | 00:35:45 | 02:02:45 |
|      | Jessica Learmonth    | Regno Unito | 00:18:58 | 01:06:55 | 00:35:51 | 02:02:49 |
|      | Georgia Taylor-Brown | Regno Unito | 00:19:06 | 01:06:47 | 00:36:02 | 02:03:03 |

Classifica completa

#### Junior uomini
| Pos. | Nome                  | Paese      | Nuoto    | Bici     | Corsa    | Totale   |
| ---- | --------------------- | ---------- | -------- | -------- | -------- | -------- |
|      | Ricardo Batista       | Portogallo | 00:09:09 | 00:29:14 | 00:15:37 | 00:55:05 |
|      | Lorcan Redmond        | Australia  | 00:09:40 | 00:28:46 | 00:15:46 | 00:55:12 |
|      | Sergio Baxter Cabrera | Spagna     | 00:09:44 | 00:28:41 | 00:15:43 | 00:55:16 |

Classifica completa

#### Junior donne
| Pos. | Nome               | Paese   | Nuoto    | Bici     | Corsa    | Totale   |
| ---- | ------------------ | ------- | -------- | -------- | -------- | -------- |
|      | Beatrice Mallozzi  | Italia  | 00:10:13 | 00:31:53 | 00:17:32 | 01:00:41 |
|      | Costanza Arpinelli | Italia  | 00:10:24 | 00:31:36 | 00:17:32 | 01:00:42 |
|      | Jessica Fullagar   | Francia | 00:10:09 | 00:31:54 | 00:17:46 | 01:00:53 |

Classifica completa

#### Under 23 uomini
| Pos. | Nome                     | Paese    | Nuoto    | Bici     | Corsa    | Totale   |
| ---- | ------------------------ | -------- | -------- | -------- | -------- | -------- |
|      | Roberto Sanchez Mantecon | Spagna   | 00:18:52 | 00:58:08 | 00:32:12 | 01:50:20 |
|      | Csongor Lehmann          | Ungheria | 00:18:09 | 00:58:54 | 00:32:32 | 01:50:36 |
|      | Ran Sagiv                | Israele  | 00:18:53 | 00:58:07 | 00:32:36 | 01:50:50 |

Classifica completa

#### Under 23 donne
| Pos. | Nome           | Paese       | Nuoto    | Bici     | Corsa    | Totale   |
| ---- | -------------- | ----------- | -------- | -------- | -------- | -------- |
|      | Emilie Morier  | Francia     | 00:40:15 | 01:05:05 | 00:37:42 | 02:04:01 |
|      | Olivia Mathias | Regno Unito | 00:39:59 | 01:05:11 | 00:37:49 | 02:04:08 |
|      | Lisa Tertsch   | Germania    | 00:41:09 | 01:05:42 | 00:37:11 | 02:04:32 |

Classifica completa

### Risultati Serie 1 - Abu Dhabi

#### Élite uomini
| Pos. | Nome            | Paese       | Nuoto    | Bici     | Corsa    | Totale   |
| ---- | --------------- | ----------- | -------- | -------- | -------- | -------- |
|      | Mario Mola      | Spagna      | 00:08:50 | 00:27:48 | 00:14:00 | 00:52:00 |
|      | Alex Yee        | Regno Unito | 00:09:05 | 00:27:38 | 00:14:07 | 00:52:03 |
|      | Fernando Alarza | Spagna      | 00:08:58 | 00:27:41 | 00:14:18 | 00:52:12 |

Classifica completa

#### Élite donne
| Pos. | Nome              | Paese       | Nuoto    | Bici     | Corsa    | Totale   |
| ---- | ----------------- | ----------- | -------- | -------- | -------- | -------- |
|      | Katie Zaferes     | Stati Uniti | 00:09:08 | 00:28:55 | 00:16:09 | 00:55:31 |
|      | Taylor Spivey     | Stati Uniti | 00:09:09 | 00:28:53 | 00:16:33 | 00:55:57 |
|      | Jessica Learmonth | Regno Unito | 00:09:06 | 00:28:52 | 00:16:44 | 00:56:06 |

Classifica completa

### Risultati Serie 2 - Bermuda

#### Élite uomini
| Pos. | Nome          | Paese    | Nuoto    | Bici     | Corsa    | Totale   |
| ---- | ------------- | -------- | -------- | -------- | -------- | -------- |
|      | Dorian Coninx | Francia  | 00:18:04 | 01:00:49 | 00:30:38 | 01:50:36 |
|      | Javier Gómez  | Spagna   | 00:18:07 | 01:00:52 | 00:30:39 | 01:50:38 |
|      | Gustav Iden   | Norvegia | 00:18:52 | 01:00:04 | 00:30:41 | 01:50:38 |

Classifica completa

#### Élite donne
| Pos. | Nome              | Paese       | Nuoto    | Bici     | Corsa    | Totale   |
| ---- | ----------------- | ----------- | -------- | -------- | -------- | -------- |
|      | Katie Zaferes     | Stati Uniti | 00:19:13 | 01:04:43 | 00:34:46 | 01:59:52 |
|      | Jessica Learmonth | Regno Unito | 00:19:07 | 01:04:46 | 00:36:32 | 02:01:33 |
|      | Joanna Brown      | Canada      | 00:19:57 | 01:06:28 | 00:34:37 | 02:02:05 |

Classifica completa

### Risultati Serie 3 - Yokohama

#### Élite uomini
| Pos. | Nome           | Paese     | Nuoto    | Bici     | Corsa    | Totale   |
| ---- | -------------- | --------- | -------- | -------- | -------- | -------- |
|      | Vincent Luis   | Francia   | 00:17:41 | 00:54:07 | 00:30:21 | 01:43:21 |
|      | Henri Schoeman | Sudafrica | 00:17:39 | 00:54:02 | 00:30:22 | 01:43:24 |
|      | Bence Bicsák   | Ungheria  | 00:17:52 | 00:53:59 | 00:30:23 | 01:43:26 |

Classifica completa

#### Élite donne
| Pos. | Nome             | Paese       | Nuoto    | Bici     | Corsa    | Totale   |
| ---- | ---------------- | ----------- | -------- | -------- | -------- | -------- |
|      | Katie Zaferes    | Stati Uniti | 00:18:46 | 00:58:06 | 00:34:07 | 01:52:12 |
|      | Summer Rappaport | Stati Uniti | 00:18:47 | 00:58:03 | 00:34:25 | 01:52:33 |
|      | Taylor Spivey    | Stati Uniti | 00:18:43 | 00:58:04 | 00:35:19 | 01:53:29 |

Classifica completa

### Risultati Serie 4 - Leeds

#### Élite uomini
| Pos. | Nome              | Paese       | Nuoto    | Bici     | Corsa    | Totale   |
| ---- | ----------------- | ----------- | -------- | -------- | -------- | -------- |
|      | Jacob Birtwhistle | Australia   | 00:17:43 | 00:55:39 | 00:30:21 | 01:45:12 |
|      | Matthew McElroy   | Stati Uniti | 00:17:43 | 00:55:43 | 00:30:26 | 01:45:19 |
|      | Javier Gómez      | Spagna      | 00:17:36 | 00:55:51 | 00:30:28 | 01:45:21 |

Classifica completa

#### Élite donne
| Pos. | Nome                 | Paese       | Nuoto    | Bici     | Corsa    | Totale   |
| ---- | -------------------- | ----------- | -------- | -------- | -------- | -------- |
|      | Georgia Taylor-Brown | Regno Unito | 00:18:47 | 01:00:56 | 00:34:27 | 01:55:46 |
|      | Katie Zaferes        | Stati Uniti | 00:18:39 | 01:01:05 | 00:34:45 | 01:55:57 |
|      | Jessica Learmonth    | Regno Unito | 00:18:34 | 01:01:08 | 00:36:06 | 01:57:22 |

Classifica completa

### Risultati Serie 5 - Montréal

#### Élite uomini
| Pos. | Nome             | Paese  | Nuoto    | Bici     | Corsa    | Totale   |
| ---- | ---------------- | ------ | -------- | -------- | -------- | -------- |
|      | Jelle Geens      | Belgio | 00:09:08 | 00:28:31 | 00:14:23 | 00:53:49 |
|      | Mario Mola       | Spagna | 00:09:08 | 00:28:38 | 00:14:23 | 00:53:50 |
|      | Tyler Mislawchuk | Canada | 00:09:03 | 00:28:42 | 00:14:29 | 00:53:53 |

Classifica completa

#### Élite donne
| Pos. | Nome                 | Paese       | Nuoto    | Bici     | Corsa    | Totale   |
| ---- | -------------------- | ----------- | -------- | -------- | -------- | -------- |
|      | Katie Zaferes        | Stati Uniti | 00:09:20 | 00:30:10 | 00:16:58 | 00:58:15 |
|      | Georgia Taylor-Brown | Regno Unito | 00:09:28 | 00:30:00 | 00:17:07 | 00:58:26 |
|      | Jessica Learmonth    | Regno Unito | 00:09:17 | 00:30:10 | 00:17:29 | 00:58:49 |

Classifica completa

### Risultati Serie 6 - Amburgo

#### Élite uomini
| Pos. | Nome              | Paese     | Nuoto    | Bici     | Corsa    | Totale   |
| ---- | ----------------- | --------- | -------- | -------- | -------- | -------- |
|      | Jacob Birtwhistle | Australia | 00:09:13 | 00:30:45 | 00:14:13 | 00:55:09 |
|      | Vincent Luis      | Francia   | 00:08:59 | 00:31:04 | 00:14:15 | 00:55:10 |
|      | Jelle Geens       | Belgio    | 00:09:08 | 00:30:53 | 00:14:16 | 00:55:13 |

Classifica completa

#### Élite donne
| Pos. | Nome                | Paese       | Nuoto    | Bici     | Corsa    | Totale   |
| ---- | ------------------- | ----------- | -------- | -------- | -------- | -------- |
|      | Non Stanford        | Regno Unito | 00:09:31 | 00:32:43 | 00:16:04 | 00:59:24 |
|      | Cassandre Beaugrand | Francia     | 00:09:17 | 00:33:09 | 00:16:07 | 00:59:31 |
|      | Summer Rappaport    | Stati Uniti | 00:09:18 | 00:33:07 | 00:16:13 | 00:59:42 |

Classifica completa

### Risultati Serie 7 - Edmonton

#### Élite uomini
| Pos. | Nome              | Paese       | Nuoto    | Bici     | Corsa    | Totale   |
| ---- | ----------------- | ----------- | -------- | -------- | -------- | -------- |
|      | Jonathan Brownlee | Regno Unito | 00:08:37 | 00:29:58 | 00:15:01 | 00:54:52 |
|      | Mario Mola        | Spagna      | 00:09:01 | 00:29:48 | 00:14:47 | 00:54:57 |
|      | Marten Van Riel   | Belgio      | 00:08:34 | 00:30:00 | 00:15:10 | 00:55:02 |

Classifica completa

#### Élite donne
| Pos. | Nome             | Paese       | Nuoto    | Bici     | Corsa    | Totale   |
| ---- | ---------------- | ----------- | -------- | -------- | -------- | -------- |
|      | Emma Jackson     | Australia   | 00:09:57 | 00:33:19 | 00:16:38 | 01:01:23 |
|      | Summer Rappaport | Stati Uniti | 00:09:24 | 00:33:53 | 00:16:41 | 01:01:25 |
|      | Ashleigh Gentle  | Australia   | 00:09:55 | 00:33:24 | 00:16:44 | 01:01:27 |

Classifica completa

### Risultati gare a squadre

#### Abu Dhabi
| Pos. | Nome                                                         | Paese         | 1º giro  | 2º giro  | 3º giro  | 4º giro  | Totale    |
| ---- | ------------------------------------------------------------ | ------------- | -------- | -------- | -------- | -------- | --------- |
|      | Ashleigh Gentle Luke Willian Emma Jeffcoat Jacob Birtwhistle | Australia     | 00:22:00 | 00:20:12 | 00:22:07 | 00:19:59 | 01:24:16" |
|      | Taylor Spivey Ben Kanute Katie Zaferes Eli Hemming           | Stati Uniti   | 00:21:56 | 00:20:18 | 00:21:48 | 00:20:20 | 01:24:21" |
|      | Ainsley Thorpe Sam Ward Sophie Corbidge Hayden Wilde         | Nuova Zelanda | 00:22:14 | 00:20:14 | 00:22:35 | 00:19:29 | 01:24:31" |

Classifica completa

#### Nottingham
| Pos. | Nome                                                        | Paese       | 1º giro  | 2º giro  | 3º giro  | 4º giro  | Totale    |
| ---- | ----------------------------------------------------------- | ----------- | -------- | -------- | -------- | -------- | --------- |
|      | Georgia Taylor-Brown Ben Dijkstra Sophie Coldwell Alex Yee  | Regno Unito | 00:21:30 | 00:19:40 | 00:22:10 | 00:19:51 | 01:23:13" |
|      | Jolanda Annen Max Studer Alissa Konig Adrien Briffod        | Svizzera    | 00:22:03 | 00:19:48 | 00:22:07 | 00:19:54 | 01:23:55" |
|      | Emilie Morier Dorian Coninx Leonie Periault Pierre Le Corre | Francia     | 00:21:56 | 00:19:50 | 00:22:08 | 00:20:07 | 01:24:03" |

Classifica completa

#### Amburgo
| Pos. | Nome                                                              | Paese     | 1º giro  | 2º giro  | 3º giro  | 4º giro  | Totale    |
| ---- | ----------------------------------------------------------------- | --------- | -------- | -------- | -------- | -------- | --------- |
|      | Emilie Morier Léo Bergere Cassandre Beaugrand Vincent Luis        | Francia   | 00:21:14 | 00:18:52 | 00:21:21 | 00:18:52 | 01:20:18" |
|      | Laura Lindemann Valentin Wernz Nina Eim Justus Nieschlag          | Germania  | 00:20:54 | 00:19:21 | 00:21:18 | 00:18:50 | 01:20:22" |
|      | Natalie Van Coevorden Aaron Royle Emma Jeffcoat Jacob Birtwhistle | Australia | 00:21:06 | 00:19:05 | 00:21:26 | 00:19:08 | 01:20:43" |

Classifica completa

#### Edmonton
| Pos. | Nome                                                        | Paese         | 1º giro  | 2º giro  | 3º giro  | 4º giro  | Totale    |
| ---- | ----------------------------------------------------------- | ------------- | -------- | -------- | -------- | -------- | --------- |
|      | Ainsley Thorpe Tayler Reid Nicole Van Der Kaay Hayden Wilde | Nuova Zelanda | 00:20:41 | 00:19:05 | 00:21:24 | 00:19:17 | 01:20:14" |
|      | Sophie Coldwell Jonathan Brownlee India Lee Gordon Benson   | Regno Unito   | 00:20:34 | 00:18:56 | 00:21:54 | 00:19:12 | 01:20:23" |
|      | Summer Rappaport Seth Rider Taylor Knibb Morgan Pearson     | Stati Uniti   | 00:20:27 | 00:19:21 | 00:21:35 | 00:19:21 | 01:20:30" |

Classifica completa

#### Tokyo
| Pos. | Nome                                                              | Paese       | 1º giro  | 2º giro  | 3º giro  | 4º giro  | Totale    |
| ---- | ----------------------------------------------------------------- | ----------- | -------- | -------- | -------- | -------- | --------- |
|      | Cassandre Beaugrand Pierre Le Corre Leonie Periault Dorian Coninx | Francia     | 00:00:22 | 00:21:02 | 00:22:33 | 00:20:46 | 01:26:33" |
|      | Jessica Learmonth Gordon Benson Georgia Taylor-Brown Alex Yee     | Regno Unito | 00:21:50 | 00:21:09 | 00:22:48 | 00:20:46 | 01:26:33" |
|      | Summer Rappaport Seth Rider Tamara Gorman Ben Kanute              | Stati Uniti | 00:22:13 | 00:21:02 | 00:22:37 | 00:21:17 | 01:27:09" |

Classifica completa